# III Circoscrizione (Palermo)
La III Circoscrizione è una suddivisione amministrativa del comune di Palermo.

## Morfologia
Quartieri:
- Oreto-Stazione (parte)
- Villagrazia-Falsomiele

Unità di primo livello:
- Oreto-Perez
- Oreto-Guadagna
- Falsomiele-Borgo Ulivia
- Bonagia
- Chiavelli-Santa Maria di Gesù
- Villagrazia

Frazioni:
- Belmonte Chiavelli
- Santa Maria di Gesù (Palermo)

## Luoghi rilevanti
- Cimitero monumentale di Santa Maria di Gesù
- Valle dell'Oreto;
- Fiume Oreto;
- PalaOreto;

## Trasporti pubblici
Il principale polo di trasporti è la Stazione Centrale, luogo di arrivo di tutte le linee ferroviarie cittadine, oltre ad essere il terminale dei bus e tram (linea 1) cittadino.

## Sedi istituzionali
La sede della III Circoscrizione di Palermo è sita in vicolo Benfante, 7.